# Výčitky svědomí (Dr. House)
Výčitky svědomí (v anglickém originále Remorse) je dvanáctá epizoda z šesté řady amerického lékařského dramatu Dr. House.

## Děj
Tým přebírá případ 27leté Valerie (Beau Garrett), atraktivní obchodní konzultantky, která zažívá občasnou nesnesitelnou bolest ucha. House je fascinován skutečností, že je pacientka velmi atraktivní, zatímco její manžel není, a souhlasí s tím, že případ přijme.
Tým prokazuje skutečnost, že bolest ucha byla způsobena superventrikulární tachykardií. Zatímco ji léčí, jsou muži v týmu okouzleni Valerinou krásou a osobností, přičemž pouze Třináctka to považuje za povrchní a snaží se objevit souvislost s její nemocí. Třináctka zjistí chybějící informaci tak, že stráví půl hodiny mluvením s Valerií o tom, co miluje a nenávidí, během magnetické rezonance. Během tohoto testu, Valeriin mozek obchází emocionální centra, přičemž používá jazykové sekce mozku k zodpovězení otázek. To ukazuje, že Valerie je ve skutečnosti psychopat. Po vyslechnutí této analýzy je House pacientkou ještě více fascinován. Valerie připouští, že otrávila svého spolupracovníka Valiem, aby přišel o práci. Spala s ním každý čtvrtek; výměnou získala uznání za jeho nejlepší práce. Tvrdí, že je stejná jako ostatní lidé, kromě toho, že si může vše přiznat. Valerie má křehké kosti a její paže se zlomí, když ji Třináctka otočí. Testy ukazují, že je to způsobeno selháním ledvin.
V průběhu diagnostiky se Třináctka a Foreman neustále hádali. House jim říká, aby „měli sex, poprali se, nebo přestali“, protože je unavený zbytečnými hádkami.
Po dotazování Třináctkou zjistí Valeriin manžel, že ve čtvrtek nenavštěvovala kurzy terénních úprav, jak tvrdila. Valerie vyhrožuje Třináctce právními kroky, pokud nebude mlčet o jejich tajemství. Cuddyová odvolá Třináctku ze všech kontaktů s pacientem pro její vlastní bezpečnost, načež ji Valerie obviní ze sexuálního obtěžování. Třináctka vtrhne do pacientčina pokoje a křičí na ni, ale Foreman vezme Třináctku do jiné místnosti, aby si s ní promluvil. Říká jí, že si buď Valerie stěžovala anonymně, v tom případě by nakonec zmizela, nebo si stěžovala pod svým skutečným jménem, v tom případě by se jí tým zastal. Také se omlouvá za to, že ji propustil, a říká, že doufá, že dokážou znovu spolupracovat. Pak dostane page, protože Valerie dostává problémy s její játry, což způsobuje, že krev se vrací do jícnu. Taub si myslí, že je to primární jaterní fibróza, takže tým zahajuje léčbu na steroidech.
Třináctka konfrontuje Valerinu sestru, která přišla do nemocnice, aby otestovala shodu transplantace orgánů, a ptá se, proč jí pomáhá, když je tak manipulativní. Valeriina sestra informuje Třináctku, že Valerie ji chránila před jejich urážlivým otcem, a teprve když se dostala do puberty, začala projevovat antisociální chování. To vede Třináctku k tomu, že si uvědomí, že Valerie musí mít Wilsonovu nemoc, o které diskutuje s Houseem. Potvrzuje to pohled na nehty, které se z měděných usazenin staly modrými. Zahájili chelatační terapií, aby odstranila přebytečnou měď.
Po léčbě Valerie uráží svého manžela a prohlásila, že je ubohý, že ji stále miluje, i když ví, čím je. Manžel, rozrušený, opouští nemocnici. Třináctka se poznamenává, že by to Valerie neudělala, kdyby byla stále psychopatem. Léčba vyléčila její psychopatii a ona začala znovu cítit emoce. Když se jí Třináctka ptá, co cítí, odpoví, že neví, ale bolí to. Třináctka odpovídá, že to tak bude.
House se také pokouší uvolnit svému svědomí tím, že osloví Wibberlyho (Ray Abruzzo), bývalého spolužáka z lékařské fakulty, kterého podvedl; oba byli na lékařské fakultě a House si s ním vyměnil svou práci, protože testoval hypotézu, že mu profesor dá špatnou známku bez ohledu na obsah příspěvku. K jeho velkému překvapení dostal za práci A. Wibberly řekne Houseovi, že neúspěšná známka, kterou dostal za Housovu práci, vedla k tomu, že byl vyhozen lékařské fakulty, a že nyní pracuje jako bager v obchodě s potravinami a musí prodat svůj dům, aby zaplatil za lékařské účty svého otce.
House nabízí Wibberlymu šek, aby ho dostal zpátky na nohy, ale Wibberly prozradí, že nebyl vyhozen z fakulty; jeho současné okolnosti jsou výsledkem závislosti na hazardu a on vlastně dostal A+ s Houseovým papírem předloženým jeho jménem. Na konci epizody House odloží šek do Wibberlyho poštovní schránky. Wilson poukazuje na to, že se House rozhodl omluvit se s Wibberlym, protože ho roky neviděl, což je mnohem jednodušší, než se omluvit Wilsonovi nebo Cuddyové.
Na konci epizody vstoupí do kanceláře Třináctka a najde Foremana, který se snaží dešifrovat Taubovo rukopis ve složce Valerie. Vypadá to, že ti dva spolu vycházejí mnohem lépe, a Třináctka čte, co Taub napsal, zatímco Foreman to přepisuje. Přičemž píše, Třináctka se na něj dívá s mnohem měkčím výrazem, než jaký měla předtím. House zamíří do kanceláře Cuddyové a zastaví se přede dveřmi, zřetelně získává odvahu, aby se omluvil, ale pak uvidí Lucase a šťastnou Cuddyovou při pohledu na něco na notebooku. House se otočí a odchází.